# Estirando el chicle
Estirando el chicle es un podcast español de humor, que se emite semanalmente los viernes por Podium Podcast y en vídeo por Podimo Podcast, y posteriormente en Spotify, Apple Podcast e Ivoox. También está disponible en vídeo los domingos a través del canal del programa en YouTube. Está conducido por las humoristas Carolina Iglesias y Victoria Martín.

## Historia
Estirando el chicle empezó en mayo de 2020 de la mano de Carolina Iglesias y Victoria Martín a raíz de su colaboración en la web serie Válidas. El podcast empezó a través de Zoom y publicado en el canal de Youtube de Carolina Iglesias. Posteriormente continuaron y terminaron la primera temporada con el podcast de manera casera. Durante la primera temporada, el podcast se respaldaba íntegramente en Iglesias y Martín, y contó con solo con una invitada y un programa especial con la intervención de Nacho Pérez-Pardo y Susana Novo.
Podium Podcast fichó el podcast y empezó a emitir la segunda temporada en octubre de 2020. En esta segunda temporada, tuvieron varias invitadas, con la particularidad de que a cada invitada le pedían que dejara unas bragas en el programa. Al estrenar la tercera temporada, estrenaron también Estirando el chicle Live, un espectáculo en directo que realizaron por diferentes ciudades españolas. En esta temporada, dos anteriormente invitadas, Lalachus y Henar Álvarez, se convirtieron en colaboradoras fijas, teniendo una de ellas una sección en algunos programas. 
En febrero de 2021, estrenan la tercera temporada y el programa se convirtió en el podcast más escuchado en Spotify, manteniéndose líder varias semanas. Al terminar la tercera temporada anunciaron un especial de verano, que constó de 5 programas emitidos cada 2 semanas.
En septiembre de 2021 estrenaron la cuarta temporada y retomaron los espectáculos en directo. En la cuarta temporada, se unió al equipo como colaboradora Patricia Espejo. 
En diciembre de 2021, anunciaron la fecha para el último show en directo, Estirando el chicle Live: Un último hilo (de vida), que se celebrará en septiembre del 2022. En menos de un día se agotaron las 12 000 entradas del WiZink Center y se convirtieron en el primer espectáculo de este estilo en llenar el aforo tan rápido.
En enero de 2022, se retoma la cuarta temporada del podcast de humor, después de las vacaciones navideñas.[cita requerida] Durante la emisión del programa del 26 de junio, se confirma que repetirían la edición veraniega del programa una vez más.
En marzo de 2023, se retoma la quinta temporada del podcast tras un parón en el que cada integrante de estirando el chicle se dedicó a su carrera individual. El 13 de octubre se anunció la sexta temporada, que empieza el 17 de octubre de 2023. En esta temporada, los 10 primeros episodios se estrenaran en exclusiva en Podimo. 

## Equipo del programa
| Miembros del equipo           | Función                       | Temporadas | Temporadas | Temporadas | Temporadas | Temporadas | Temporadas |
| Miembros del equipo           | Función                       | 1          | 2          | 3          | 4          | 5          | 6          |
| ----------------------------- | ----------------------------- | ---------- | ---------- | ---------- | ---------- | ---------- | ---------- |
| Carolina Iglesias             | Directora y presentadora      |            |            |            |            |            |            |
| Victoria Martín               | Directora y presentadora      |            |            |            |            |            |            |
| Nacho Pérez-Pardo             | Productor                     |            |            |            |            |            |            |
| Susana Novo                   | Comunicación y redes sociales |            |            |            |            |            |            |
| Lalachus                      | Colaboradora                  |            |            |            |            |            |            |
| Henar Álvarez                 | Colaboradora                  |            |            |            |            |            |            |
| Patricia Espejo               | Colaboradora                  |            |            |            |            |            |            |
| Raquel Hervás                 | Colaboradora                  |            |            |            |            |            |            |
| Bianca Kovacs y Carmen Romero | Colaboradora                  |            |            |            |            |            |            |
| Laura Márquez                 | Colaboradora                  |            |            |            |            |            |            |

     Presentadoras
     Invitado/as
     Colaboradoras

## Episodios
| Temporada | Temporada         | Episodios | Episodios | Emisión original         | Emisión original    |
| Temporada | Temporada         | Episodios | Episodios | Primera emisión          | Última emisión      |
| --------- | ----------------- | --------- | --------- | ------------------------ | ------------------- |
|           | Primera temporada | 15        | 15        | 6 de mayo de 2020        | 9 de agosto de 2020 |
|           | Segunda temporada | 12        | 12        | 18 de octubre de 2020    | 3 de enero de 2021  |
|           | Tercera temporada | 18        | 18        | 14 de febrero de 2021    | 18 de junio de 2021 |
|           | Cuarta temporada  | 37        | 37        | 19 de septiembre de 2021 | 3 de julio de 2022  |
|           | Quinta temporada  | 17        | 17        | 12 de marzo de 2023      | 9 de julio de 2023  |
|           | Sexta temporada   | 24        | 24        | 17 de octubre de 2023    | 16 de abril de 2024 |

### Primera temporada
| Núm | Título                                         | Invitada     | Fecha de emisión (YouTube) |
| --- | ---------------------------------------------- | ------------ | -------------------------- |
| 1   | El alcohol                                     | -            | 3 de mayo de 2020          |
| 2   | El amor                                        | -            | 10 de mayo de 2020         |
| 3   | Somos feas                                     | -            | 17 de mayo de 2020         |
| 4   | Nadie espera nada de ti                        | -            | 24 de mayo de 2020         |
| 5   | Cuando viajas se caga mal                      | -            | 31 de mayo de 2020         |
| 6   | Abuelos que pintan vayainas                    | -            | 7 de junio de 2020         |
| 7   | Famosos que decepcionan y poluciones nocturnas | -            | 14 de junio de 2020        |
| 8   | Id al psicólogo, chiquis                       | -            | 21 de junio de 2020        |
| 9   | Verano, depilación y J. K. Rowling             | -            | 28 de junio de 2020        |
| 10  | Banderita un mes y pa casa                     | -            | 5 de julio de 2020         |
| 11  | Con la licra te suda el papo                   | -            | 12 de julio de 2020        |
| 12  | Smoothies de chirri y hamburguesas de un euro  | -            | 19 de julio de 2020        |
| 13  | Adolescencia                                   | Lala Chus    | 26 de julio de 2020        |
| 14  | Sueña en pequeñito                             | -            | 2 de agosto de 2020        |
| 15  | Fin de temporada                               | Nacho y Susi | 9 de agosto de 2020        |

### Segunda temporada
| Núm | Título                    | Invitada                     | Fecha de emisión (YouTube) |
| --- | ------------------------- | ---------------------------- | -------------------------- |
| 1   | El socarrat del porno     | -                            | 18 de octubre de 2020      |
| 2   | Ser madre                 | Henar Álvarez                | 25 de octubre de 2020      |
| 3   | Creadoras                 | Andrea Compton               | 1 de noviembre de 2020     |
| 4   | Estar mal no es ser débil | -                            | 8 de noviembre de 2020     |
| 5   | La amistad                | Iggy Rubín                   | 15 de noviembre de 2020    |
| 6   | Mentira y traición        | -                            | 22 de noviembre de 2020    |
| 7   | La familia                | Lala Chus                    | 29 de noviembre de 2020    |
| 8   | Haber nacido rico         | -                            | 6 de diciembre de 2020     |
| 9   | Rupturas                  | Lola Índigo y Belén Aguilera | 13 de diciembre de 2020    |
| 10  | Complejos                 | Adriana Torrebejano          | 20 de diciembre de 2020    |
| 11  | Especial campanadas       | Nacho y Susi                 | 27 de diciembre de 2020    |
| 12  | Razones para odiar        | -                            | 3 de enero de 2020         |

### Tercera temporada
| Núm | Título                                  | Invitada                   | Colaboradora  | Fecha de emisión (YouTube) |
| --- | --------------------------------------- | -------------------------- | ------------- | -------------------------- |
| 1   | Meterse la mano en el pepe              | -                          | -             | 14 de febrero de 2021      |
| 2   | Referentes                              | Ana Morgade                | -             | 21 de febrero de 2021      |
| 3   | Locuras por amor                        | Susana Abaitua             | -             | 28 de febrero de 2021      |
| 4   | Cagarse de miedo                        | -                          | Lala Chus     | 7 de marzo de 2021         |
| 5   | El éxito                                | Paula Usero y Carol Rovira | -             | 14 de marzo de 2021        |
| 6   | Mear con la puerta abierta              | Amarna Miller              | -             | 21 de marzo de 2021        |
| 7   | Sentirse bien                           | -                          | Lala Chus     | 28 de marzo de 2021        |
| 8   | Salir de fiesta                         | Rigoberta Bandini          | -             | 11 de abril de 2021        |
| 9   | Bragas en el pasillo                    | Mimi XXL                   | -             | 18 de abril de 2021        |
| 10  | Monetizar las lágrimas                  | Elvira Sastre              | -             | 25 de abril de 2021        |
| 11  | Todas somos Yoli de los serrano         | Sara Brasal                | -             | 2 de mayo de 2021          |
| 12  | Ser una warra                           | Inés Hernand               | -             | 9 de mayo de 2021          |
| 13  | Conciliación                            | Tania Llasera              | -             | 16 de mayo de 2021         |
| 14  | Caviar de pepe                          | Gakian                     | -             | 23 de mayo de 2021         |
| 15  | C4gar en la playa                       | Nagore Robles              | -             | 30 de mayo de 2021         |
| 16  | Manchurrón en el pantalón               | -                          | Henar Álvarez | 6 de junio de 2021         |
| 17  | La belleza es subjetiva para las guapas | Toni Acosta                | -             | 13 de junio de 2021        |
| 18  | Una noche de amor                       | Chelo García-Cortés        | Lala Chus     | 20 de junio de 2021        |

### Cuarta temporada
| Núm | Título                                      | Invitada                             | Colaboradora    | Fecha de emisión (YouTube) |
| --- | ------------------------------------------- | ------------------------------------ | --------------- | -------------------------- |
| 1   | El fúbol                                    | Virginia Torrecilla                  | Henar Álvarez   | 19 de septiembre de 2021   |
| 2   | El periodismo ha muerto                     | Francine Gálvez                      | -               | 26 de septiembre de 2021   |
| 3   | Consejos vendo                              | Alba Reche                           | Lala Chus       | 3 de octubre de 2021       |
| 4   | Mujer tenías que ser                        | Patricia Espejo                      | -               | 10 de octubre de 2021      |
| 5   | Mejor mojar que hacer burpees               | Llum Barrera                         | Patricia Espejo | 17 de octubre de 2021      |
| 6   | Se puede ser rica y feminista               | Charo López                          | Henar Álvarez   | 24 de octubre de 2021      |
| 7   | Gestionar el fracaso                        | Abril Zamora                         | -               | 31 de octubre de 2021      |
| 8   | Pajarracas sospechosas                      | Rocío Vidal (La gata de Schrödinger) | Patricia Espejo | 7 de noviembre de 2021     |
| 9   | Perder el tiempo                            | Nadia de Santiago                    | -               | 14 de noviembre de 2021    |
| 10  | Ser vieja                                   | Manuela Carmena                      | -               | 21 de noviembre de 2021    |
| 11  | Ser polémicas                               | Leticia Dolera                       | Henar Álvarez   | 28 de noviembre de 2021    |
| 12  | La infancia                                 | Elvira Lindo                         | -               | 5 de diciembre de 2021     |
| 13  | Intensas e informadas                       | Mónica Carrillo                      | Lala Chus       | 12 de diciembre de 2021    |
| 14  | El arte                                     | La Húngara                           | Henar Álvarez   | 19 de diciembre de 2021    |
| 15  | Es para reflexionar                         | -                                    | Lala Chus       | 23 de enero de 2022        |
| 16  | Elige tus batallas                          | Sara Sálamo                          | Patricia Espejo | 30 de enero de 2022        |
| 17  | Magnéticas y seductoras                     | Ana Milán                            | Henar Álvarez   | 6 de febrero de 2022       |
| 18  | Baúl de los recuerdos                       | Karina                               | Lala Chus       | 13 de febrero de 2022      |
| 19  | Hambre emocional                            | Mara Jiménez (Croquetamente)         | Patricia Espejo | 20 de febrero de 2022      |
| 20  | Vivir o morir                               | Sofía Cristo                         | Patricia Espejo | 27 de febrero de 2022      |
| 21  | Ser frikis                                  | Edurne                               | Lala Chus       | 6 de marzo de 2022         |
| 22  | Salto al potro y sentadillas                | Susana Rodríguez Gacio               | Lala Chus       | 13 de marzo de 2022        |
| 23  | Tocarse la pepa                             | Zahara                               | Henar Álvarez   | 20 de marzo de 2022        |
| 24  | Famosas por ser guapas                      | Ingrid García-Jonsson                | Henar Álvarez   | 27 de marzo de 2022        |
| 25  | Cotilla se nace                             | Amor Romeira                         | Lala Chus       | 3 de abril de 2022         |
| 26  | Miedo a cascar                              | Carmen Romero                        | Henar Álvarez   | 10 de abril de 2022        |
| 27  | Diosas y poderosas                          | Mónica Naranjo                       | Henar Álvarez   | 24 de abril de 2022        |
| 28  | Ver mundo y estereotipos infectos           | Quan Zhou                            | Patricia Espejo | 1 de mayo de 2022          |
| 29  | Raíces y tradición                          | Tanxugueiras                         | Patricia Espejo | 8 de mayo de 2022          |
| 30  | Ser ordinarias                              | Martita de Graná                     | Patricia Espejo | 15 de mayo de 2022         |
| 31  | Señoras que pintan                          | Helena Sotoca                        | Henar Álvarez   | 22 de mayo de 2022         |
| 32  | C4gándonos en todo                          | Lola Herrera                         | Patricia Espejo | 29 de mayo de 2022         |
| 33  | Pareces más joven                           | Lucía Mbomío                         | Patricia Espejo | 5 de junio de 2022         |
| 34  | Quién no se ha dado un pipazo con una amiga | María Peláe                          | Lala Chus       | 12 de junio de 2022        |
| 35  | El drama nos inspira                        | Julieta Venegas                      | Patricia Espejo | 19 de junio de 2022        |
| 36  | Mujeres que mandan                          | Carlota Corredera                    | Henar Álvarez   | 26 de junio de 2022        |
| 37  | Muchos notables y algún cinco raspado       | -                                    | Lala Chus       | 3 de julio de 2022         |

### Quinta temporada
| Núm | Título                             | Invitada                                                          | Colaboradora                               | Fecha de emisión (YouTube) |
| --- | ---------------------------------- | ----------------------------------------------------------------- | ------------------------------------------ | -------------------------- |
| 1   | Con Nuestras Madres (obligadas)    | Mª José, Gloria y Rufi (madres de Carolina, Victoria y Lala Chus) | Lala Chus                                  | 12 de marzo de 2023        |
| 2   | Nos vamos a reír de esto           | Mai Meneses                                                       | Patricia Espejo                            | 19 de marzo de 2023        |
| 3   | Ser de pueblo                      | Inma Cuesta                                                       | Raquel Hervás                              | 26 de marzo de 2023        |
| 4   | Ser finolis                        | Belén Rueda                                                       | Patricia Espejo                            | 2 de abril de 2023         |
| 5   | Los planetas son chulísimos        | Sara García                                                       | Lala Chus                                  | 16 de abril de 2023        |
| 6   | Ser adultas                        | Mª Isabel Rodríguez (Masi)                                        | Henar Álvarez                              | 23 de abril de 2023        |
| 7   | Bárbara Rey contra el Mundo        | Bárbara Rey                                                       | Henar Álvarez                              | 30 de abril de 2023        |
| 8   | Ligar                              | Lali Espósito                                                     | Patricia Espejo                            | 7 de mayo de 2023          |
| 9   | Sinvergüenzas                      | Samanta Villar                                                    | Patricia Espejo                            | 14 de mayo de 2023         |
| 10  | Mear en la calle                   | Laura Escanes                                                     | Henar Álvarez                              | 21 de mayo de 2023         |
| 11  | Un programa rarísimo               | Isabel Coixet                                                     | Patricia Espejo                            | 28 de mayo de 2023         |
| 12  | En un castillo                     | Eva Hache                                                         | Lala Chus                                  | 4 de junio de 2023         |
| 13  | Te falta biblioteca                | Eugenia Tenenbaum                                                 | Lala Chus                                  | 11 de junio de 2023        |
| 14  | Todo por la comedia                | Silvia Abril                                                      | Patricia Espejo                            | 18 de junio de 2023        |
| 15  | Lo importante es ganar             | Joana Pastrana                                                    | Henar Álvarez                              | 25 de junio de 2023        |
| 16  | Sensacionalista o buena periodista | Olga Viza                                                         | Lala Chus                                  | 2 de julio de 2023         |
| 17  | Fin de curso                       |                                                                   | Lala Chus, Henar Álvarez y Patricia Espejo | 9 de julio de 2023         |

### Sexta temporada
| Núm | Título                           | Invitada                          | Colaboradora    | Fecha de emisión (Podimo) | Fecha de emisión (YouTube) |
| --- | -------------------------------- | --------------------------------- | --------------- | ------------------------- | -------------------------- |
| 1   | Adictas al Amor                  |                                   | Patricia Espejo | 17 de octubre de 2023     | -                          |
| 2   | Érase una vez el cuerpo humano   | Sandra Ortonobes (La Hiperactina) | Patricia Espejo | 24 de octubre de 2023     | -                          |
| 3   | Nos están vigilando              | Nerea Luis                        | Patricia Espejo | 31 de octubre de 2023     | -                          |
| 4   | Criminología                     | Beatriz de Vicente                | Lala Chus       | 7 de noviembre de 2023    | -                          |
| 5   | La primera bombera de España     | María Luisa Cabañero              | Lala Chus       | 14 de noviembre de 2023   | -                          |
| 6   | No siento nada                   | Rosa Montero                      | Laura Márquez   | 21 de noviembre de 2023   | -                          |
| 7   | La magia del cine                | Laura Pedro                       | Patricia Espejo | 28 de noviembre de 2023   | -                          |
| 8   | Bajo del mar                     | Isabel Ferrera                    | Lala Chus       | 5 de diciembre de 2023    | -                          |
| 9   | Más fuertes que el vinagre       | Isabel del Barrio                 | Henar Álvarez   | 12 de diciembre de 2023   | -                          |
| 10  | Ojo de loca sí se equivoca       | Maria Esclapez                    | Henar Álvarez   | 19 de diciembre de 2023   | -                          |
| 11  | Con nuestras amigas              | Espe y Sandra                     | Henar Álvarez   | 9 de enero de 2024        | 14 de enero de 2024        |
| 12  | Se fue, se fue                   | Laura Pausini                     | Henar Álvarez   | 16 de enero de 2024       | 21 de enero de 2024        |
| 13  | Eres guapa y andas               | Martina Klein                     | Henar Álvarez   | 23 de enero de 2024       | 28 de enero de 2024        |
| 14  | Cortarse las rastas              | Beth                              | Lala Chus       | 30 de enero de 2024       | 4 de febrero de 2024       |
| 15  | Mandarrias y vagos               | Petra Martínez                    | Patricia Espejo | 6 de febrero de 2024      | 11 de febrero de 2024      |
| 16  | People pleasers                  | Malena Alterio                    | Patricia Espejo | 13 de febrero de 2024     | 18 de febrero de 2024      |
| 17  | F*llisquear                      | Silvia Olmedo                     | Patricia Espejo | 20 de febrero de 2024     | 25 de febrero de 2024      |
| 18  | Apenas te conejo                 | Carmen Machi                      | Lala Chus       | 27 de febrero de 2024     | 3 de marzo de 2024         |
| 19  | Qué mona va esta chica siempre   | María Adánez                      | Lala Chus       | 5 de marzo de 2024        | 10 de marzo de 2024        |
| 20  | Ser chonis                       | Andrea Duro                       | Henar Álvarez   | 12 de marzo de 2024       | 17 de marzo de 2024        |
| 21  | Patri, Carol, Vicky y los demás  | Eva Amaral                        | Patricia Espejo | 19 de marzo de 2024       | 24 de marzo de 2024        |
| 22  | No sientas tanto                 | Paula Cendejas                    | Patricia Espejo | 2 de abril de 2024        | 7 de abril de 2024         |
| 23  | Cochambres                       | Candela Peña                      | Patricia Espejo | 9 de abril de 2024        | 14 de abril de 2024        |
| 24  | Especialistas en vergüenza ajena | Ginebras                          | Patricia Espejo | 16 de abril de 2024       | 21 de abril de 2024        |

### Séptima temporada
| Núm | Título                                 | Invitada                   | Colaboradora                  | Fecha de emisión (Podimo y Movistar+) | Fecha de emisión en vídeo (YouTube) |
| --- | -------------------------------------- | -------------------------- | ----------------------------- | ------------------------------------- | ----------------------------------- |
| 1   | Fumar en ayunas                        | Yolanda Ramos              | Lalachus                      | 20 de octubre de 2024                 | 8 de junio de 2025                  |
| 2   | Nos han plantado                       | -                          | Henar Álvarez                 | 27 de octubre de 2024                 | 15 de junio de 2025                 |
| 3   | La basura al punto limpio              | Alba Carrillo              | Patricia Espejo               | 1 de noviembre de 2024                | 22 de junio de 2025                 |
| 4   | Romper con todo                        | Pastora Soler              | Bianca Kovacs y Carmen Romero | 8 de noviembre de 2024                | 29 de junio de 2025                 |
| 5   | Enemas de café                         | Paula Vázquez              | Lalachus                      | 15 de noviembre de 2024               | 6 de julio de 2025                  |
| 6   | Me pongo a bailar por no llorar        | Lydia Lozano               | Lalachus                      | 22 de noviembre de 2024               | 13 de julio de 2025                 |
| 7   | Señoras que hacen crochet              | María Becerra              | Bianca Kovacs y Carmen Romero | 29 de noviembre de 2024               | 20 de julio de 2025                 |
| 8   | Somos Entretaiments                    | Rossy de Palma             | Patricia Espejo               | 1 de diciembre de 2024                | 27 de julio de 2025                 |
| 9   | Outsiders                              | Alaska                     | Henar Álvarez                 | 8 de diciembre de 2024                | 3 de agosto de 2025                 |
| 10  | Puedo porque pienso que puedo          | Carolina Marín             | Patricia Espejo               | 15 de diciembre de 2024               | 10 de agosto de 2025                |
| 11  | Poco a poco                            | Amaia                      | Bianca Kovacs y Carmen Romero | 12 de enero de 2025                   | 19 de enero de 2025                 |
| 12  | De profesión mentirosa                 | Elena Irureta              | Patricia Espejo               | 19 de enero de 2025                   | 26 de enero de 2025                 |
| 13  | Mujeres florero                        | Loreto Valverde            | Patricia Espejo               | 26 de enero de 2025                   | 2 de febrero de 2025                |
| 14  | Me siento normal                       | María Pujalte              | Henar Álvarez                 | 2 de febrero de 2025                  | 9 de febrero de 2025                |
| 15  | Juntas                                 | Paloma San Basilio         | Patricia Espejo               | 9 de febrero de 2025                  | 16 de febrero de 2025               |
| 16  | Te se ha caído la sonrisa              | Elena Herraiz (Linguriosa) | Patricia Espejo               | 16 de febrero de 2025                 | 23 de febrero de 2025               |
| 17  | Queremos ser millonarias               | Leonor Watling             | Laura Márquez                 | 23 de febrero de 2025                 | 2 de marzo de 2025                  |
| 18  | Chulitas                               | Anna Castillo              | LalaChus                      | 2 de marzo de 2025                    | 9 de marzo de 2025                  |
| 19  | Soltando factos                        | Marina Rivers              | LalaChus                      | 9 de marzo de 2025                    | 16 de marzo de 2025                 |
| 20  | La buena y la mala                     | Vicky Martín Berrocal      | Bianca Kovacs y Carmen Romero | 16 de marzo de 2025                   | 23 de marzo de 2025                 |
| 21  | Mucha mala leche                       | Amparo Larrañaga           | Lalachus                      | 23 de marzo de 2025                   | 30 de marzo de 2025                 |
| 22  | Cariño, hemos esferificado a los niños | Susi Díaz                  | Patricia Espejo               | 30 de marzo de 2025                   | 6 de abril de 2025                  |
| 23  | Abriendo puertas, cerrando heridas     | Leire Martínez             | Patricia Espejo               | 6 de abril de 2025                    | 13 de abril de 2025                 |
| 24  | Lindsay Lohan vete de mi casa          | Alba Melendo               | -                             | 13 de abril de 2025                   | 20 de abril de 2025                 |
| 25  | Chupitazo de salmorejo                 | Amaia Salamanca            | Patricia Espejo               | 27 de abril de 2025                   | 4 de mayo de 2025                   |
| 26  | Pobre diabla                           | Laia Valor                 | LalaChus                      | 4 de mayo de 2025                     | 11 de mayo de 2025                  |
| 27  | Tremenda rajada                        | -                          | Henar Álvarez                 | 11 de mayo de 2025                    | 18 de mayo de 2025                  |
| 28  | Mujeres extraordinarias                | Isabel Allende             | Patricia Espejo               | -                                     | 1 de junio de 2025                  |

## Summer Edition
Estirando el chicle Summer Edition, es una edición especial del podcast, emitido durante el verano cada dos semanas. Se anunció su primera edición una vez finalizada la tercera temporada del podcast. Esta edición especial, se grabó, con el patrocinio de Kaiku Caffè Latte, en el hotel Aloft Madrid Gran Via, en vez de en el estudio como es habitual. La primera edición constó de 5 programas, con una invitada diferente en cada programa, y con las secciones de las colaboradoras habituales del programa en ese momento: Henar Álvarez y Lala Chus. Durante el programa emitido el 26 de junio de 2022, se confirmó que se haría una segunda edición de Summer Edition. 

### Equipo
| Carolina Iglesias | Directora y presentadora |  |  |
| Victoria Martín   | Directora y presentadora |  |  |
| Lala Chus         | Colaboradora             |  |  |
| Henar Álvarez     | Colaboradora             |  |  |

     Presentadoras
     Invitado/as
     Colaboradoras

### Episodios
| Temporada | Temporada       | Episodios | Episodios | Emisión original    | Emisión original     |
| Temporada | Temporada       | Episodios | Episodios | Primera emisión     | Última emisión       |
| --------- | --------------- | --------- | --------- | ------------------- | -------------------- |
|           | Primera edición | 5         | 5         | 4 de julio de 2021  | 27 de agosto de 2021 |
|           | Segunda edición | 3         | 3         | 24 de julio de 2022 | 28 de agosto de 2022 |

### Primera edición
| Núm | Título             | Invitada                 | Colaboradora  | Fecha de emisión (YouTube) |
| --- | ------------------ | ------------------------ | ------------- | -------------------------- |
| 1   | Las tetas fuera    | Dulceida                 | -             | 4 de julio de 2021         |
| 2   | Viajar por la foto | Judith Tiral             | -             | 18 de julio de 2021        |
| 3   | Peor es vendimiar  | Moderna de Pueblo        | Lala Chus     | 1 de agosto de 2021        |
| 4   | A pedradas         | Nerea Pérez de las Heras | -             | 15 de agosto de 2021       |
| 5   | Verbenas           | Andrea Compton           | Henar Álvarez | 29 de agosto de 2021       |

### Segunda edición
| Núm | Título        | Invitada                                                | Fecha de emisión (YouTube) |
| --- | ------------- | ------------------------------------------------------- | -------------------------- |
| 1   | Supersapas    | Lala Chus y Andrea Compton                              | 17 de julio de 2022        |
| 2   | Ser bocazas   | Henar Álvarez y Raquel Córcoles                         | 31 de julio de 2022        |
| 3   | Actuar juntas | Patricia Espejo y Patricia Sornosa                      | 14 de agosto de 2022       |
| 4   | Campamentos   | Charlie Pee, Lala Chus, Henar Álvarez y Patricia Espejo | 28 de agosto de 2022       |

## Reconocimientos
En octubre de 2021, el podcast recibió el Premio Ondas al Mejor podcast o programa de emisión digital. Este reconocimiento fue concedido ex aequo al podcast Deforme semanal ideal total de Radio Primavera Sound dirigido, producido y conducido por Lucía Lijtmaer e Isa Calderón. Este premio ha sido renombrado como "Mejor podcast del año" de 2022 al integrar este premio en el contexto de la primera edición de los Premios Ondas Globales del Podcast.